# Nails
Nails – amerykański zespół muzyczny wykonujący muzykę z pogranicza hardcore’u i grindcore’u. 
Powstał w 2007 w Oxnard w stanie Kalifornia. W 2008 muzycy rozpoczęli tworzenie muzyki.
Według słów Todda Jonesa od początku istnienia formacji ideą była projekcja emocji i gniewu. W tekstach formacji położony jest nacisk na bycie człowiekiem, poruszana jest kwestia stałej marginalizacji oraz przemocy.

## Dyskografia
| Unsilent Death                          | - Data: 27 września 2010 - Wydawca: Six Feet Under Records | –   | –   | –   | –   |                   |
| Abandon All Life                        | - Data: 18 marca 2013 - Wydawca: Southern Lord Recordings  | –   | –   | –   | –   |                   |
| You Will Never Be One of Us             | - Data: 17 czerwca 2016 - Wydawca: Nuclear Blast           | 127 | 142 | 127 | 168 | - USA: 10,9 tys.+ |
| Every Bridge Burning                    | - Data: 30 sierpnia 2024 - Wydawca: Nuclear Blast          | –   | –   | –   | –   |                   |
| „–” oznacza, że album nie był notowany. |                                                            |     |     |     |     |                   |

## Teledyski
| Tytuł                         | Rok  | Reżyseria     | Album                       | Źródło |
| ----------------------------- | ---- | ------------- | --------------------------- | ------ |
| „You Will Never Be One Of Us” | 2016 | Jimmy Hubbard | You Will Never Be One Of Us | [ 17 ] |
| „Savage Intolerance”          | 2016 | –             | You Will Never Be One Of Us | [ 18 ] |

## Nagrody i wyróżnienia
| Rok  | Kategoria       | Tytułem | Nagroda                            | Nota      | Źródło |
| ---- | --------------- | ------- | ---------------------------------- | --------- | ------ |
| 2016 | Best New Talent | Nails   | The Epiphone Revolver Music Awards | Nominacja | [ 19 ] |